# Phymatopsallus longirostris
Phymatopsallus longirostris är en insektsart som beskrevs av Knight 1964. Phymatopsallus longirostris ingår i släktet Phymatopsallus och familjen ängsskinnbaggar. Inga underarter finns listade i Catalogue of Life.